# والتون آن ترنت
والتون آن ترنت (به انگلیسی: Walton-on-Trent) یک روستا و محله مدنی در بریتانیا است که در Walton upon Trent واقع شده‌است. والتون آن ترنت ۸۷۲ نفر جمعیت دارد.